# 5 Eskadra Lotnictwa Łącznikowego

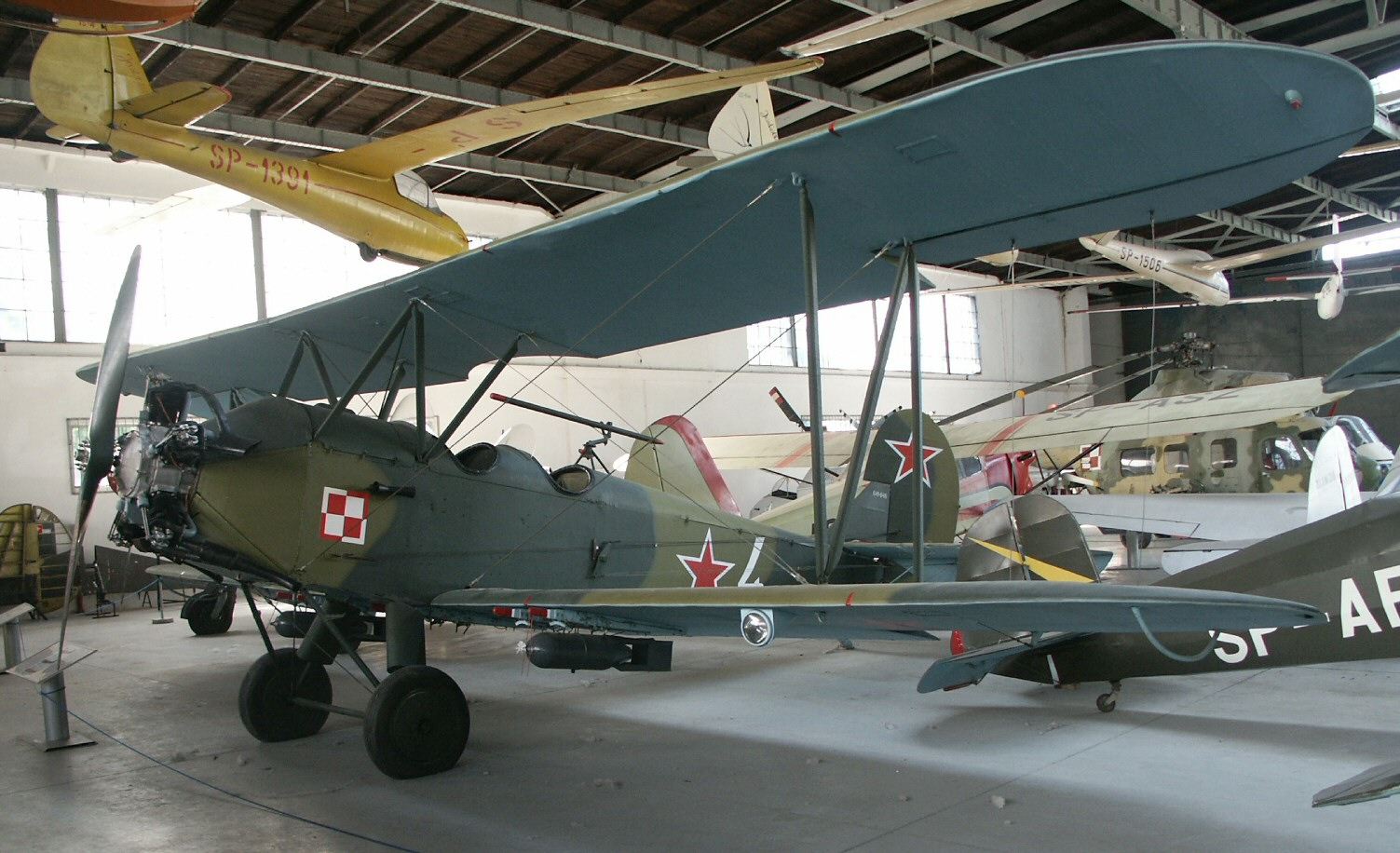
Po-2

5 Samodzielna Eskadra Lotnictwa Łącznikowego (5 elł) – pododdział lotnictwa łącznikowego ludowego Wojska Polskiego.

## Formowanie i zmiany organizacyjne
Sformowana drugiej połowie sierpnia 1944 roku w Przywołżańskim Okręgu Wojskowym. Na  początku  września 1944 roku jednostka przebazowana została do Polski i 11 września wcielona do Wojska Polskiego. Znajdowała się w dyspozycji Szefostwa Łączności WP. Bazowała na lotniskach: Nasutów, Tomaszów Lubelski i Dęblin. W listopadzie przebazowała się do Lublina. 
1 maja 1945 roku w eskadrze było 96 ludzi i 10 samolotów Po-2.
We wrześniu 1945 roku rozformowano 5 Eskadrę Lotnictwa Łącznikowego.

## Działania eskadry
Eskadra wykonywała loty na zapleczu frontu, przewoziła oficerów Naczelnego Dowództwa i Sztabu Głównego WP do jednostek wojskowych. Przewoziła też przedstawiciele naczelnych  władz państwowych na trasach: z Lublina do Białegostoku, Siedlec, Rzeszowa, Przemyśla, Włodawy, Chełma i Hrubieszowa.

## Obsada personalna eskadry
- dowódcy eskadry:

mjr Seriuk
mjr Choroszajłow
- zastępca dowódcy do spraw polityczno-wychowawczych — ppor. Skrocki
- szef sztabu eskadry:

kpt. Fiodorow
ppor. Kostrolinow